# Melanotrichia pachupati
Melanotrichia pachupati är en nattsländeart som beskrevs av Schmid 1982. Melanotrichia pachupati ingår i släktet Melanotrichia och familjen Xiphocentronidae. Inga underarter finns listade i Catalogue of Life.